# 宁波会馆 (兰溪)
宁波会馆，又名四明公所，位于中华人民共和国浙江省金华市兰溪市云山街道建国路78号，由旅居兰溪的宁波商人集资建于清代。建筑前后三进，三开间，规模宏大，雕刻精美。北墙嵌有清嘉庆四年（1799年）碑刻。
1997年9月2日，宁波会馆及清代碑刻公布为市级文保单位。2005年11月3日，越郡公所公布为市级文保单位。2017年1月19日，宁波会馆作为兰溪商埠地方会所的子项，公布为第七批浙江省文物保护单位，属于古建筑类，编号7-204。